# Gwatemala na Mistrzostwach Świata w Lekkoatletyce 2011
Gwatemala na Mistrzostwach Świata w Lekkoatletyce 2011 reprezentowana była przez dwóch zawodników.

## Występy reprezentantów Gwatemali

### Mężczyźni

#### Konkurencje biegowe
| Konkurencja   | Zawodnik       | Runda 1  | Runda 1 | Runda 2  | Runda 2 | Półfinał | Półfinał | Finał    | Finał   |
| Konkurencja   | Zawodnik       | Rezultat | Pozycja | Rezultat | Pozycja | Rezultat | Pozycja  | Rezultat | Pozycja |
| ------------- | -------------- | -------- | ------- | -------- | ------- | -------- | -------- | -------- | ------- |
| Chód na 20 km | Erick Barrondo |          |         |          |         |          |          | 1:22:08  | 10      |

### Kobiety

#### Konkurencje biegowe
| Konkurencja   | Zawodnik    | Runda 1  | Runda 1 | Runda 2  | Runda 2 | Półfinał | Półfinał | Finał    | Finał   |
| Konkurencja   | Zawodnik    | Rezultat | Pozycja | Rezultat | Pozycja | Rezultat | Pozycja  | Rezultat | Pozycja |
| ------------- | ----------- | -------- | ------- | -------- | ------- | -------- | -------- | -------- | ------- |
| Chód na 20 km | Jamy Franco |          |         |          |         |          |          | 1:34:36  | 19      |